# Mitrella (Columbellidae)
Mitrella là một chi ốc biển trong họ Columbellidae.

## Các loài
Hiện tại ghi nhận được các loài sau
- Mitrella aemulata Rolán, 2005
- Mitrella africana Rolán, 2005
- Mitrella agatha (Melvill, 1904)
- Mitrella albocaudata (Smith, 1884)
- Mitrella albofulvata Drivas & Jay, 1990
- Mitrella albuginosa (Reeve, 1859)
- Mitrella alizonae (Melvill & Standen, 1901)
- Mitrella alofa (Hedley, 1899)
- Mitrella alvarezi Rolán & Luque, 2002
- Mitrella anachisoides Nomura & Nüno, 1940
- Mitrella annobonensis Rolán, 2005
- Mitrella antares P. M. Costa & P. J. de Souza, 2001
- Mitrella antelmei (Viader, 1938)
- Mitrella apicata (Smith, 1899)
- Mitrella aranciicoloris K. Monsecour & D. Monsecour, 2011
- Mitrella astolensis (Melvill & Standen, 1901)
- Mitrella australis (Gaskoin, 1852)
- Mitrella austrina (Gaskoin, 1851)
- Mitrella avena (Reeve, 1859)
- Mitrella azpilicuetai Rolán, 2004
- Mitrella baccata (Gaskoin, 1851)
- Mitrella baculus (Reeve, 1859)
- Mitrella bicincta (Gould, 1860)
- Mitrella bicinctella Yokoyama, 1928
- Mitrella blanda (G.B. Sowerby, 1844)
- Mitrella boucheti Drivas & Jay, 1990
- Mitrella broderipi (Sowerby G.B. I, 1844)
- Mitrella brookei (Reeve, 1859)
- Mitrella bruggeni van Aartsen, Menkhorst & Gittenberger, 1984
- Mitrella brunnealineata K. Monsecour & D. Monsecour, 2011
- Mitrella buccinoides (G.B. Sowerby, 1832)
- Mitrella burchardi (Dunker, 1877)
- Mitrella cabofrioensis Costa & de Souza, 2001
- Mitrella cartwrighti (Melvill, 1897)
- Mitrella caulerpae Keen, 1971
- Mitrella chantalae Bozzetti, 2006
- Mitrella chinoi K. Monsecour & Dekkers, 2013
- Mitrella clementensis (Bartsch, 1927)
- Mitrella coccinea (Philippi, RA, 1836)
- Mitrella condei Rolán, 2005
- Mitrella confusa K. Monsecour & Dekkers, 2013
- Mitrella cuspidata Lussi, 2009
- Mitrella dartevelli (Knudsen, 1956)
- Mitrella delicata (Reeve, 1859)
- Mitrella densilineata (Carpenter, 1864)
- Mitrella denticulata (Duclos, 1835)
- Mitrella desmia (Hervier, 1899)
- Mitrella dichroa (Sowerby I, 1844)
- Mitrella dictua (Tenison Woods, 1878)
- Mitrella dorma Baker, Hanna & Strong, 1938
- Mitrella dupreezae Lussi, 2002
- Mitrella elegans (Dall, 1871)
- Mitrella elianeae Bozzetti, 2006
- Mitrella eminens (Thiele, 1925)
- Mitrella essingtonensis (Reeve, 1859)
- Mitrella euterpe (Melvill, 1893)
- Mitrella eximia (Reeve, 1846)
- Mitrella fimbriata Pelorce & Boyer, 2005
- Mitrella fineti Poppe & Tagaro, 2010
- Mitrella floccata (Reeve, 1859)
- Mitrella gervillii (Payraudeau, 1826)
- Mitrella graevei Kilburn, 1977
- Mitrella granti Lowe, 1935
- Mitrella guanahaniensis Faber, 2004
- Mitrella guerreiroi Rolán, 2001
- Mitrella guttata (G.B. Sowerby, 1832)
- Mitrella harfordi Strong & Hertlein, 1937
- Mitrella hastata Lussi, 2002
- Mitrella hayesi Lussi, 2002
- Mitrella haziersensis (Drivas & Jay, 1990)
- Mitrella hernandezi Boyer & Rolán, 2005
- Mitrella impolita (G.B. Sowerby, 1844)
- Mitrella indifferens (Thiele, 1925)
- Mitrella inesitae Rolán, 2005
- Mitrella inflata Pelorce & Boyer, 2005
- Mitrella innocens (Thiele, 1925)
- Mitrella intexta (Gaskoin, 1851)
- Mitrella jacoi Lussi, 2002
- Mitrella jahami K. Monsecour & D. Monsecour, 2011
- Mitrella lalage Pilsbry & Lowe, 1932
- Mitrella lanceolata (Locard, 1886)
- Mitrella leucostoma (Gaskoin, 1851)
- Mitrella lincolnensis (Reeve, 1859)
- Mitrella lischkei (Smith, 1879)
- Mitrella livescens (Reeve, 1859)
- Mitrella loisae Pitt & Kohl, 1979
- Mitrella longissima Monsecour & Monsecour, 2007
- Mitrella lorenzi K. Monsecour & D. Monsecour, 2014
- Mitrella loyaltyensis (Hervier, 1899)
- Mitrella macandrewi (G.B. Sowerby, 1905)
- Mitrella maestratii K. Monsecour & D. Monsecour, 2011
- Mitrella martensi (Lischke, 1871)
- Mitrella melvilli (Knudsen, 1956)
- Mitrella menkeana (Reeve, 1858)
- Mitrella merita (Brazier, 1877)
- Mitrella millepunctata (Carpenter, 1864)
- Mitrella mindorensis (Reeve, 1859)
- Mitrella minor (Scacchi, 1836)
- Mitrella moleculina (Duclos, 1840)
- Mitrella monica Bozzetti, 2009
- Mitrella monodonta Habe, 1958
- Mitrella natalensis Tomlin, 1926
- Mitrella nitidulina (Locard, 1897)
- Mitrella noel Rolán & Gori, 2009
- Mitrella nomadica (Melvill & Standen, 1901)
- Mitrella nomurai Habe, 1991
- Mitrella nympha (Kiener, 1841)
- Mitrella ocellata (Gmelin, 1791)
- Mitrella pallaryi (Dautzenberg, 1927)
- Mitrella patricki Bozzetti, 2006
- Mitrella philia (Duclos, 1846)
- Mitrella proscripta Smith, 1890
- Mitrella psilla (Duclos, 1846)
- Mitrella pudica Brazier, 1877
- Mitrella puella (G.B. Sowerby, 1844)
- Mitrella pulchrior (Adams, 1852)
- Mitrella pulla Gaskoin, 1852
- Mitrella pungens (Gould, 1860)
- Mitrella raphaeli Drivas & Jay, 1990
- Mitrella regnardi (Viader, 1938)
- Mitrella reunionensis Drivas & Jay, 1990
- Mitrella rorida(Reeve, 1859)
- Mitrella rosadoi Bozzetti, 1998
- Mitrella rubra (Martens, 1881)
- Mitrella russeli (Brazier, 1874)
- Mitrella sanctaehelenae (E. A. Smith, 1890)
- Mitrella santabarbarensis (Carpenter, 1856)
- Mitrella saotomensis Rolán, 2005
- Mitrella schepmani Monsecour & Monsecour, 2006
- Mitrella scripta (Linnaeus, 1758)
- Mitrella semiconvexa (Lamarck, 1822)
- Mitrella siciliai Rolán & Gori, 2012
- Mitrella simplex (Schepman, 1911)
- Mitrella spelta (Kobelt, 1889)
- Mitrella spiralis K. Monsecour & D. Monsecour, 2011
- Mitrella spiratella (Martens, 1880)
- Mitrella steyni Lussi, 2009
- Mitrella suduirauti Monsecour & Monsecour, 2009
- Mitrella swinneni K. Monsecour & D. Monsecour, 2011
- Mitrella tayloriana (Reeve, 1859)
- Mitrella tenebrosa Rolán, 2005
- Mitrella tosatoi Monsecour & Monsecour, 2006
- Mitrella tuberosa Carpenter, 1856
- Mitrella turbita (Duclos, 1840)
- Mitrella turriculata Yokoyama, 1922
- Mitrella undulata (Schepman, 1911)
- Mitrella verdensis (Knudsen, 1956)
- Mitrella vincta (Tate, 1893)
- Mitrella vosvictori Monsecour & Monsecour, 2009
- Mitrella xenia (Dall, 1919)
- Mitrella yabei Nomura, 1935

## Hình ảnh

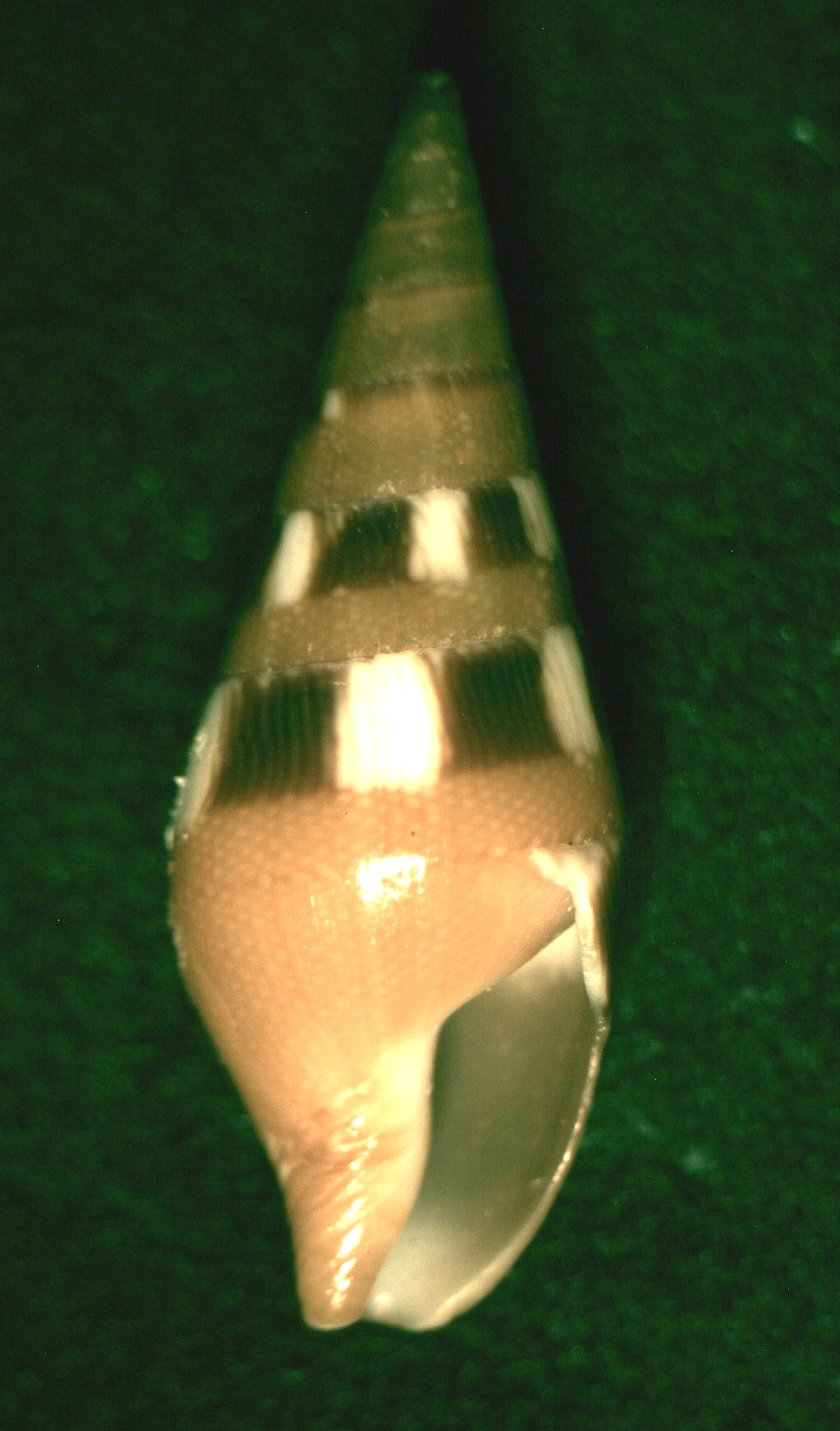
Mitrella acuminata
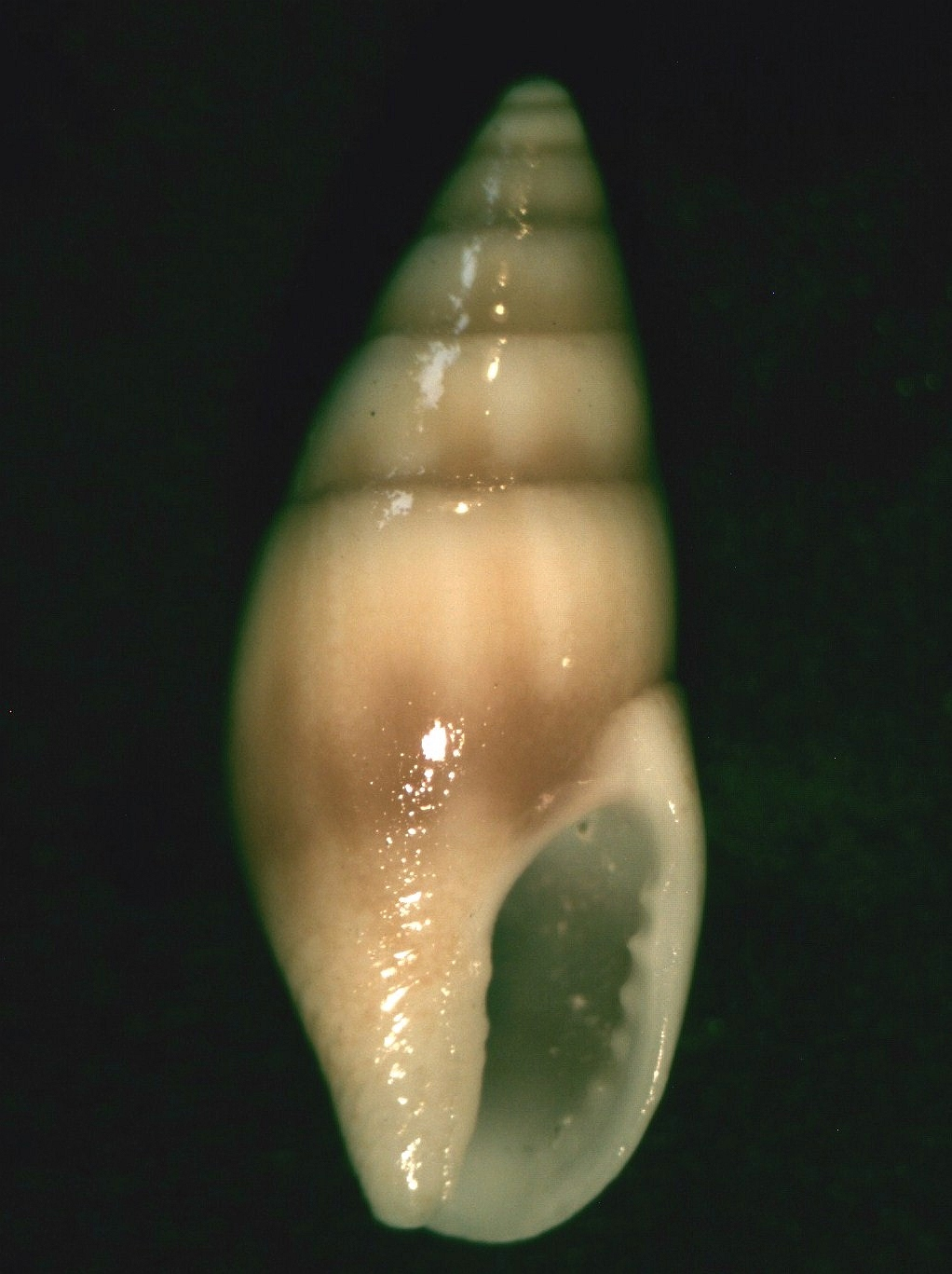
Mitrella austrina
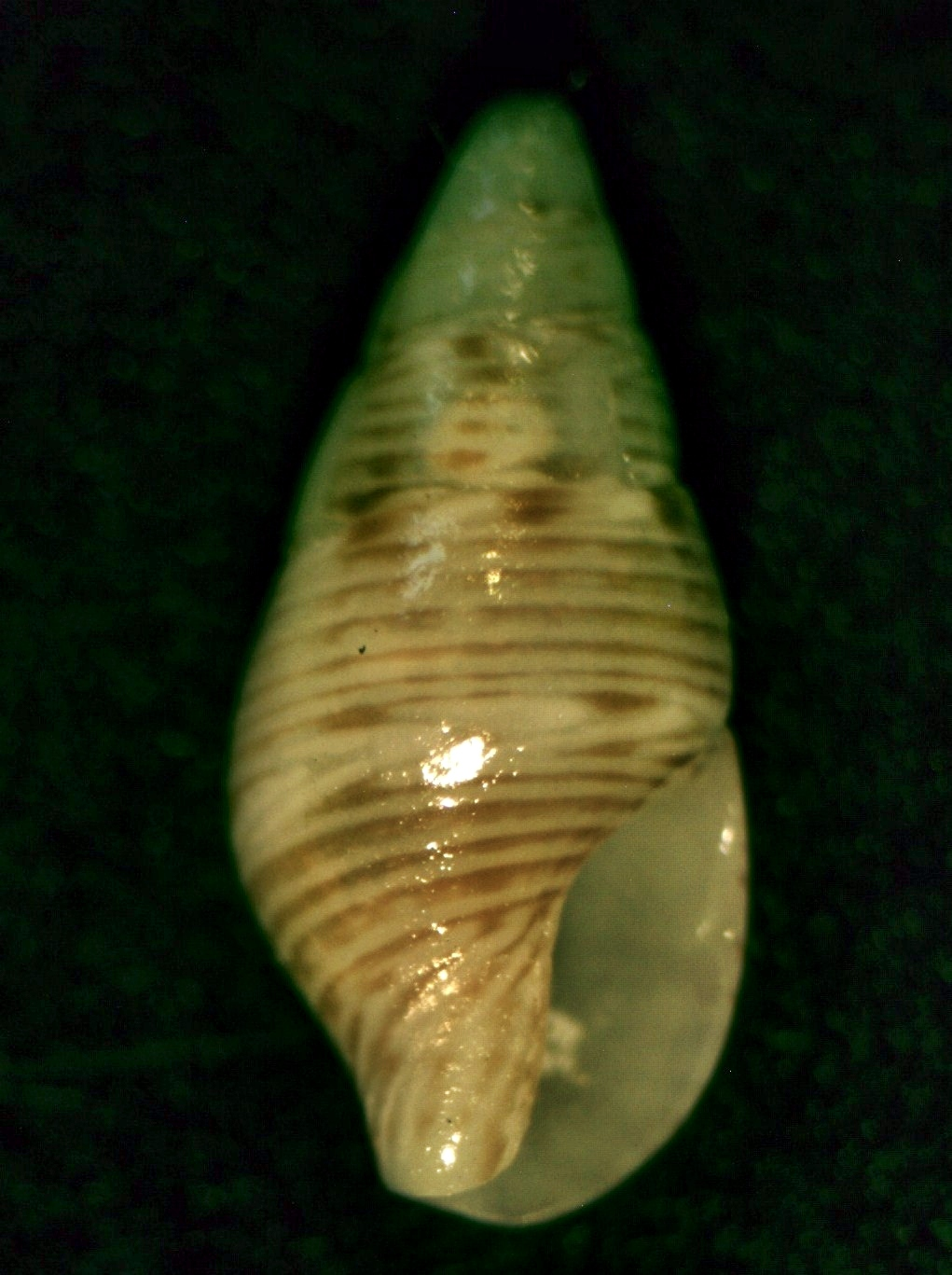
Mitrella dictua
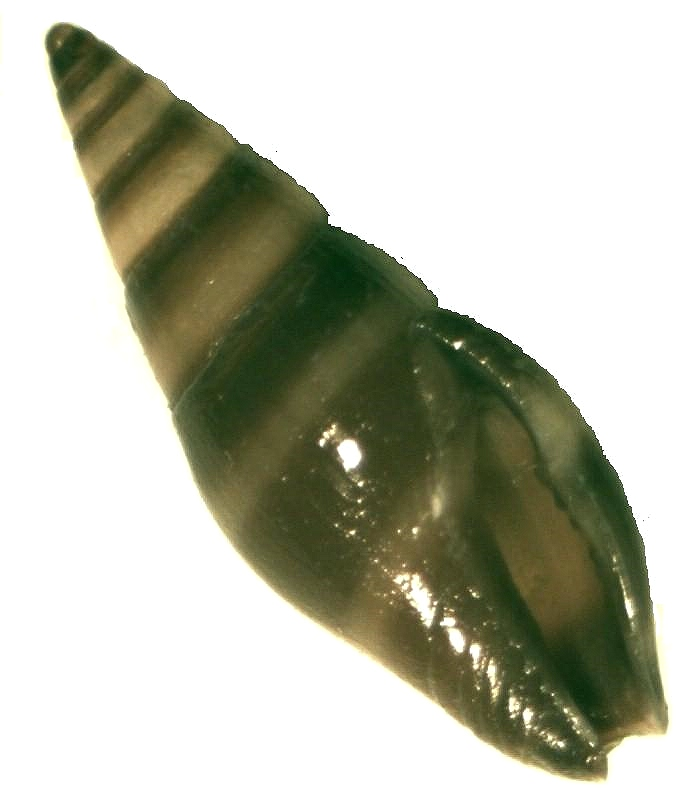
Mitrella essingtonensis

Species also included within the genus Mitrella:
- Mitrella bella L. A. Reeve, 1859

The Indo-Pacific Molluscan Database also includes the following species with names in current use:
- Mitrella agnesiana Melvill & Standen, 1901
- Mitrella biflammata Reeve, 1859
- Mitrella erythraeensis (Sturany, 1900)
- Mitrella nomanensis (Sturany, 1900)
- Mitrella orphia Duclos, 1846
- Mitrella robillardi (Sowerby, 1894)
- Mitrella terpsichore Sowerby, 1822
  - Mitrella tenuis anachisoides Nomura & Niino, 1940
  - Mitrella tenuis tenuis (Gaskoin, 1851)
- Mitrella velata Reeve, 1859

Subgenus Atilia
- Mitrella mariae (Brazier, 1877)
- Mitrella pleurotomoides Pilsbry, 1895

Subgenus Dentimitrella
- Mitrella acuminata (Menke, 1843)
- Mitrella axiaerata (Verco, 1910)
- Mitrella brunnea (Brazier, 1898)
- Mitrella franklinensis (Gatliff & Gabriel, 1910)
- Mitrella irrorata (Reeve, 1859)
- Mitrella legrandi (Tenison-Woods, 1876)
- Mitrella peroniana Hedley, 1913

Subgenus Mitrella
- Mitrella alabastroides (Kobelt, 1893)
- Mitrella flexuosa Lamarck, 1822
- Mitrella goubini (Hervier, 1899)
- Mitrella seychellarum (Von Martens, 1904)

Subgenus Pyreneola
- Mitrella abyssicola (Brazier, 1877)
- Mitrella cincinnata (Von Martens, 1880)
- Mitrella lozoueti Drivas & Jay, 1997
- Mitrella mascarenensis (Drivas & Jay, 1990)
- Mitrella shepstonensis (Smith, 1910)

Subgenus Zemitrella
- Mitrella jaffaensis (Verco, 1910)
- Mitrella purpureocincta (Verco, 1910)
- Mitrella yorkensis (Crosse, 1865)

Species brought into synonymy
- Mitrella albina (Kiener, 1841): synonym of Graphicomassa albina (Kiener, 1841)
- Mitrella albovittata Lopes, Coelho & Cardoso, 1965: synonym of Mokumea albovittata (Lopes, Coelho & Cardoso, 1965)
- Mitrella callimorpha (Dall, 1919): synonym of Alia callimorpha Dall, 1919
- Mitrella celinae Kosuge, 1980: synonym of Mitromorpha dorcas (Kuroda, Habe & Oyama, 1971)
- Mitrella circumstriata (Schepman, 1911): synonym of Sulcomitrella circumstriata (Schepman, 1911)
- Mitrella conspersa (Gaskoin, 1851): synonym of Indomitrella conspersa (Gaskoin, 1851)
- Mitrella cruentata Mörch, 1860: synonym of Nassarina cruentata (Mörch, 1860)
- Mitrella decollata (Brusina, 1865): synonym of Mitrella gervillei [sic]: synonym of Mitrella gervillii (Payraudeau, 1826)
- Mitrella dissimilis (Stimpson, 1851): synonym of Astyris lunata (Say, 1826)
- Mitrella elegans (Dall, 1871): synonym of Alcira elegans H. Adams, 1861
- Mitrella elegantula Moerch, 1860: synonym of Zafrona pulchella (Blainville, 1829)
- Mitrella flaminea Risso, 1826: synonym of Mitrella scripta (Linnaeus, 1758)
- Mitrella gervillei [sic]: synonym of Mitrella gervillii (Payraudeau, 1826)
- Mitrella hanleyi (Deshayes, 1863): synonym of Mitrella floccata hanleyi (Deshayes, 1863)
- Mitrella hidalgoi Monterosato, 1889: synonym of Mitrella broderipi (G.B. Sowerby I, 1844)
- Mitrella kanamaruana Kuroda, 1953: synonym of Sulcomitrella kanamaruana (Kuroda, 1953)
- Mitrella leptalea Suter, 1908: synonym of Paxula leptalea (Suter, 1908)
- Mitrella ligula (Duclos, 1835): synonym of Graphicomassa ligula (Duclos, 1840)
- Mitrella livescens (Reeve, 1859): synonym of Euplica livescens (Reeve, 1859)
- Mitrella lunata (Say, 1826): synonym of Astyris lunata (Say, 1826)
- Mitrella maldonadoi Luque, 1984: synonym of Mitrella bruggeni van Aartsen, Menkhorst & Gittenberger, 1984
- Mitrella margarita (Reeve, 1859): synonym of Graphicomassa margarita (Reeve, 1859)
- Mitrella multilineata (Dall, 1889): synonym of Astyris multilineata (Dall, 1889)
- Mitrella ocellina (Nordsieck, 1975): synonym of Mitrella broderipi (G.B. Sowerby I, 1844)
- Mitrella pseudomarginata Suter, 1908: synonym of Zemitrella pseudomarginata (Suter, 1908)
- Mitrella pura (A. E. Verrill, 1882): synonym of Astyris pura A. E. Verrill, 1882
- Mitrella pyramidalis (Sowerby III, 1894): synonym of Columbellopsis pyramidalis (Sowerby III, 1894)
- Mitrella rac (Dautzenberg, 1891): synonym of Mitrella turbita (Duclos, 1840)
- Mitrella rosacea (Gould, 1840): synonym of Astyris rosacea (Gould, 1840)
- Mitrella stephanophora Suter, 1908: synonym of Zemitrella stephanophora (Suter, 1908)
- Mitrella subantarctica Suter, 1908: synonym of Paxula subantarctica (Suter, 1908)
- Mitrella suzannae Drivas & Jay, 1990: synonym of Pleurifera suzannae (Drivas & Jay, 1990)
- Mitrella syrtiaca Pallary, 1908: synonym of Mitrella scripta (Linnaeus, 1758)
- Mitrella vatovai Coen, 1935: synonym of Mitrella coccinea (Philippi, RA, 1836)
- Mitrella venulata (Sowerby, 1894): synonym of Mitrella nympha (Kiener, 1841)
- Mitrella websteri Suter, 1913: synonym of Zemitrella websteri (Suter, 1913)